# Liste der beim Doclisboa ’12 gezeigten Filme
Beim 10. Doclisboa (Doclisboa ’12) wurden folgende Filme gezeigt:

## Eröffnungsfilm
- A Última Vez que vi Macau (Portugal, Frankreich 2012), Regie: João Pedro Rodrigues, João Rui Guerra da Mata

## Schlussfilm
- Cäsar muss sterben (Italien 2012), Regie: Paolo und Vittorio Taviani

## Internationaler Wettbewerb (Langfilm)
- The Anabasis of May and Fusako Shigenobu, Masao Adachi and 27 Years without Images (Frankreich 2011), Regie: Eric Baudelaire
- Arraianos (Spanien 2012), Regie: Eloy Enciso
- Babylon (Tunesien 2012), Regie: Youssef Chebbi, Ismaël, Ala Eddine Slim
- Bakoroman (Frankreich, Burkina Faso 2011), Regie: Simplice Ganou
- Fogo (Mexiko, Kanada 2012), Regie: Yulene Olaizola
- People's Park (Vereinigte Staaten, China 2012), Regie: Libbie D. Cohn, J. P. Sniadecki
- The Radiant (Großbritannien 2012), Regie: The Otolith Group
- San Zimei (Frankreich, Hongkong 2012), Regie: Wang Bing
- Sofia's Last Ambulance (Bulgarien, Kroatien, Deutschland 2012), Regie: Ilijan Metew
- A Última Vez que vi Macau (Portugal, Frankreich 2012), Regie: João Pedro Rodrigues, João Rui Guerra da Mata
- Vers Madrid (The Burning Bright)! (Frankreich 2012), Regie: Sylvain George

## Internationaler Wettbewerb (Kurzfilm)
- Cinelândia (Frankreich, Brasilien 2012), Regie: Louidgi Beltrame, Elfi Turpin
- The Creation as We saw it (Großbritannien 2012), Regie: Ben Rivers
- Dusty Night (Frankreich 2012), Regie: Ali Hazara
- Ghaliztar az Tiner (Niederlande 2012), Regie: Babak Afrassiabi
- O Milagre de Santo António (Portugal 2012), Regie: Sergei Loznitsa
- Nevada: of Landscape and Longing (Vereinigte Staaten 2011), Regie: Ian Soroka
- Pan, Trabajo y Libertad (Spanien 2012), Regie: Pilar Monsell
- Relocation (Belgien 2011), Regie: Pieter Geenen
- Sous le Ciel (Frankreich 2012), Regie: Olivier Dury
- Ziamlia (Weißrussland, Polen 2012), Regie: Victor Asliuk

## Nationaler Wettbewerb (Langfilm)
- Amanhecer a andar (Portugal 2012), Regie: Sílvia Firmino
- Cativeiro (Portugal 2012), Regie: André Gil Mata
- Deportado (Portugal, Frankreich 2012), Regie: Nathalie Mansoux
- LePain que le Diable a pétri (Frankreich, Portugal 2012), Regie: José Vieira
- O Regresso (Portugal 2012), Regie: Júlio Alves
- O Sabor do Leite Creme (Portugal 2012), Regie: Hiroatsu Suzuki, Rossana Torres
- Seems so long ago, Nancy (Portugal 2012), Regie: Tatiana Macedo
- Sobre Viver (Portugal 2012), Regie: Cláudia Alves
- Terra de Ninguém (Portugal 2012), Regie: Salomé Lamas

## Nationaler Wettbewerb (Kurzfilm)
- Aux Bains de la Reine (Schweiz 2012), Regie: Maya Kosa, Sérgio da Costa
- Bela Vista (Portugal 2012), Regie: Filipa Reis, João Miller Guerra
- Encontro com São João da Cruz (Portugal 2011), Regie: Daniel Ribeiro Duarte
- Histórias do Fundo do Quintal (Portugal 2012), Regie: Tiago Afonso
- O Homem do Trator (Portugal 2012), Regie: Gonçalo Branco
- A Nossa Casa (Portugal 2011), Regie: João Rodrigues
- A Raia (Portugal, Spanien 2012), Regie: Iván Castiñeras Gallego
- Um Rio chamado Ave (Portugal 2012), Regie: Luís Alves de Matos

## Investigações
- Dao Lu (China 2011), Regie: Xu Xin
- Edificio España (Spanien 2012), Regie: Victor Moreno
- Espoir Voyage (Frankreich, Burkina Faso 2011), Regie: Michel K. Zongo
- Les Invisibles (Frankreich 2012), Regie: Sébastien Lifshitz
- Libya Hurra (Österreich 2012), Regie: Fritz Ofner
- Low Definition Control Malfunction #0 (Österreich 2012), Regie: Michael Palm
- Um Mito Antropologico Televisivo (Italien 2012), Regie: Alessandro Gagliardo, Maria Helene Bertino, Dario Castelli
- Mrtvá Trať (Tschechien 2011), Regie: Šimon Špidla
- Nuukuria Neishon (Japan 2012), Regie: Atsushi Funahashi
- Revision (Deutschland 2012), Regie: Philip Scheffner
- Shilton Ha'Chok (Israel 2011), Regie: Ra’anan Alexandrowicz